# 松田義郎
松田 義郎（まつだ よしろう、1898年 - 没年不詳）は、日本のアナウンサー。ラジオ創生期の日本放送協会で活動した。

## 略歴
生家は味噌・醤油醸造業の「松田屋」（松田甚兵衛参照）。旧制東京府立第三中学校（現・東京都立両国高等学校・附属中学校）、旧制官立第四高等学校、早稲田大学政治経済学科を経て、兄とともに家業を手伝ったのち、1926年2月、社団法人東京放送局（のちの日本放送協会東京放送局）に入局。
株式市況、ニュース、天気予報の読み上げを担当したほか、肉声で時報を担当し、1932年末の自動化まで務めた。
政府による各種式典の音声中継に、スタジオで予定稿とブザーによる合図を使ってアナウンスを追加する、「式典放送」と呼ばれる疑似実況放送を得意とした。大正天皇の大喪の礼（1927年）や東郷平八郎の国葬（1934年）などが知られるほか、飛行船・ツェッペリン号の日本寄航の際の中継放送を担当している。
1935年頃にアナウンス職を離れ、前橋放送局長、名古屋中央放送局周知課長、札幌中央放送局業務課長を歴任した。
1965年の秋の叙勲で、勲五等双光旭日章を受章した。80歳代の頃に紫綬褒章を受章した。

## 人物
祖父は松田甚兵衛、甥は奇術師の松田昇太郎。
モーニングを着て出勤し、放送の際はマイクの前で最敬礼をして臨むという謹厳な人物だったという。放送終了の際の、「それでは今日はこれで全部終了します。どちらさまもお風邪を召しませんよう御注意なさいませ」といった柔和なアナウンスが女性に人気を博したという。
放送史研究家の竹山昭子は、ラジオ東京アナウンサー時代の1951年11月7日に、松田の元同僚・和田信賢の講義を受けている。和田はそこで、具体的な人物を挙げてアナウンスのスタイル分類をレクチャーした。それによると、松田のアナウンスの口調は「話しかけ調」だったという。
式典放送においては、儀礼の格式を表現するため、あえて文語漢語混じりの話体を駆使した。1929年4月29日の天長節に放送された観兵式中継のアナウンスは以下のようなものだった。
「ただいま、式場に参列の諸隊は、近衛、第1の両師団中、東京に屯在致しまする18個団体、総員1万5千名でありました。諸兵指揮官、宇垣一成大将最右翼に、近衛師団長、長谷川中将その左方約20歩に位置し、近衛歩兵4個連隊は、式場東側に、歩兵第1、第3連隊、並びに騎、砲、工、輜重の各特科隊は、その左に整列し、軍装美しく、威儀を正して、陛下のご来臨をお待ち申しております」

### 「裸で失礼」
1929年から1930年ごろ、録音番組の終了アナウンスを担当するアナウンサーが食事で外出したまま局内に引き返すのに間に合わず、宿直の松田に電話連絡して急場をしのいでもらおうとした。折悪しく松田は入浴中であったが、電話を受け、そのまま服を着ずにスタジオに急行した。そして、ラジオのため姿は見えないにもかかわらず、マイクの前で「裸で失礼します」と断ってアナウンスを行ったという。松田は紫綬褒章受章時の祝賀会で藤倉修一とともにそれを述懐し、「でもね、修ちゃん、ちゃんと手で前はかくしましたよ」とジョークで応じたという。
この逸話は都市伝説と化し、「現代の民話」の収集をライフワークとしていた松谷みよ子は、雑誌『民話の手帖』に投稿されたこの逸話の類話を著書『現代民話考』においてまとめている。投稿においてはアナウンサーの具体的な名は不明とされ、証言ではなく伝聞の形となっているのが特徴であり、それらにおいて放送局はNHKからTBSや山陽放送に変化し、アナウンサーは裸でなく、下着だけ身につけて「こんな格好で失礼を致します」「今日はむし暑い夜です」などと言った、とするようなバリエーションが生まれている。